# Eora

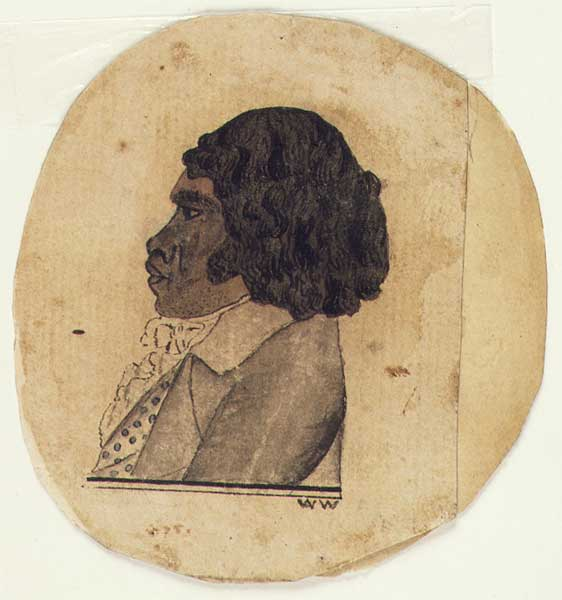
Portret Bennelonga należącego do plemienia Eora

Eora – grupa językowa (plemię) Aborygenów australijskich zamieszkujących tereny dzisiejszego Sydney pomiędzy Georges River, Hawkesbury River, i Parramattą. W języku Aborygenów słowo „Eora” oznaczało obszar, skąd pochodzili, angielscy osadnicy używali go jako nazwy plemienia.
Plemię dzieliło się na kilkanaście klanów (rodzin).  Arthur Phillip szacował łączną liczebność plemienia na 1500 osób.  Wybuchła w 1789 epidemia ospy zdziesiątkowała plemię.
Język eora uważany jest za wymarły, został jednak częściowo zrekonstruowany z notatek zrobionych przez białych osadników w XVIII i XIX wieku. Z języka eora wywodzą się współcześnie używane słowa takie jak dingo, woomera (rodzaj narzędzia do rzucania włóczni), wallaby (małe zwierzę z rodziny kangurowatych), wombat.